# Les Lanciers
Les Lanciers er en fransk-britisk selskabsdans som var populær i Europa i midten af 1800-tallet, men som i dag kun danses i Danmark, særligt på gymnasier og andre uddannelsesinstitutioner i forbindelse med fester, herunder den årlige gallafest. Dansen udføres i kvadriller af fire par, fire herrer og fire damer, og består af fem ture (afdelinger).

## Historie
Les Lanciers stammer oprindeligt fra Storbritannien, hvor den blev kaldt The Lancers' Quadrilles (Lansebærernes Kvadrille). Dansen blev udviklet af John Duval i 1817, og blev meget populær i 1820'ernes England i forskellige former. En af disse udgaver blev udviklet af Joseph Hart. Harts version nåede i 1850'erne Paris, hvor den i øvrigt ukendte komponist Joseph Meykiechel (1832-1892)  under navnet J. Mikel komponerede nye melodier til dansen.
I 1860'erne nåede Harts version med Mikels melodier, Troisième quadrille des lanciers, til Danmark under navnet 'Les Lanciers', hvor dansen hurtigt blev populær i de højere sociale lag. August Bournonville gav privattimer i dansen og musikforlaget Wilhelm Hansen udgav noderne til Mikels musik, arrangeret for klaver. Herfra blev dansen udbredt til en række danseskoler, hvilket var med til at danne grobund for dens særstatus i Danmark. I begyndelsen af det 20. århundrede bredte den sig til højskoler og i folkedans-miljøer over hele landet. Og efterhånden er det så blevet en tradition på gymnasier og læreanstalter som årlig tradition, samtidig med at den stadig danses på hoffet. Traditionen blev afbrudt mange steder i 1970'erne, men vandt igen frem i 1980'erne, og er i dag meget udbredt.
Dansen var oprindeligt et udstyrsstykke med hjelme, faner og lanser. Der er en del eksercits i dansen, som det høres på musikken; navnlig i den store femte tur høres lansenérerne næsten komme ridende og deres løftede lanser fornemmes. Endvidere skal der marcheres taktfast i dansen. Herremøllen i 5. tur er en dansk tilføjelse.

## Opbygning
Les Lanciers består af fem ture:
- 1. La Dorset
- 2. La Victoria - Komplimentturen
- 3. Les Moulinets - Damemøllen
- 4. Les Visites - Visitturen
- 5. Les Lanciers - Herremøllen